# Захаров, Владимир Анатольевич
Влади́мир Анато́льевич Заха́ров (род. 1960) — математик, доктор физико-математических наук, профессор кафедры математической кибернетики факультета ВМК МГУ.

## Биография
Окончил среднюю школу № 6 в Щёлково (1977), факультет вычислительной математики и кибернетики МГУ (1982). Обучался в аспирантуре факультета ВМК (1982—1985).
Защитил диссертацию «О функциональной эквивалентности и эквивалентных преобразованиях машин Тьюринга» (научный руководитель С. В. Яблонский) на степень кандидата физико-математических наук (1987).
Защитил диссертацию «Проблема эквивалентности программ: модели, алгоритмы, сложность» на степень доктора физико-математических наук (2012).
В Московском университете работает с 1986 года: инженер, старший инженер, младший научный сотрудник, научный сотрудник, старший научный сотрудник кафедры математической кибернетики (1986–1998), доцент (1998—2014). Профессор кафедры математической кибернетики (с 2014). Возглавляет лабораторию математических проблем компьютерной безопасности (с 2002).
Область научных интересов: математическая логика, теория сложности вычислений, модели распределенных вычислений, формальные языки, математические основы криптографии.
Захаровым разработаны общие методы построения эффективных (полиномиальных по сложности) алгоритмов распознавания эквивалентности программ, теория аппроксимации отношения эквивалентности для моделей программ, методы верификации моделей распределённых программ и формул темпоральных логик, методы маскировки (обфускации) программ.
Автор 2-х книг и более 70 научных статей. Подготовил 9 кандидатов наук.